# Kenny Wallace
Statistiques en NASCAR Cup Series
Dernière mise à jour : 19 novembre 2012 
Kenny Wallace (né le 23 août 1963 à Saint-Louis,  Missouri) est un pilote américain de NASCAR participant à la Sprint Cup. Il coanime par ailleurs depuis 2001 l'émission de télévision NASCAR RaceDay diffusée sur la chaine Speed.

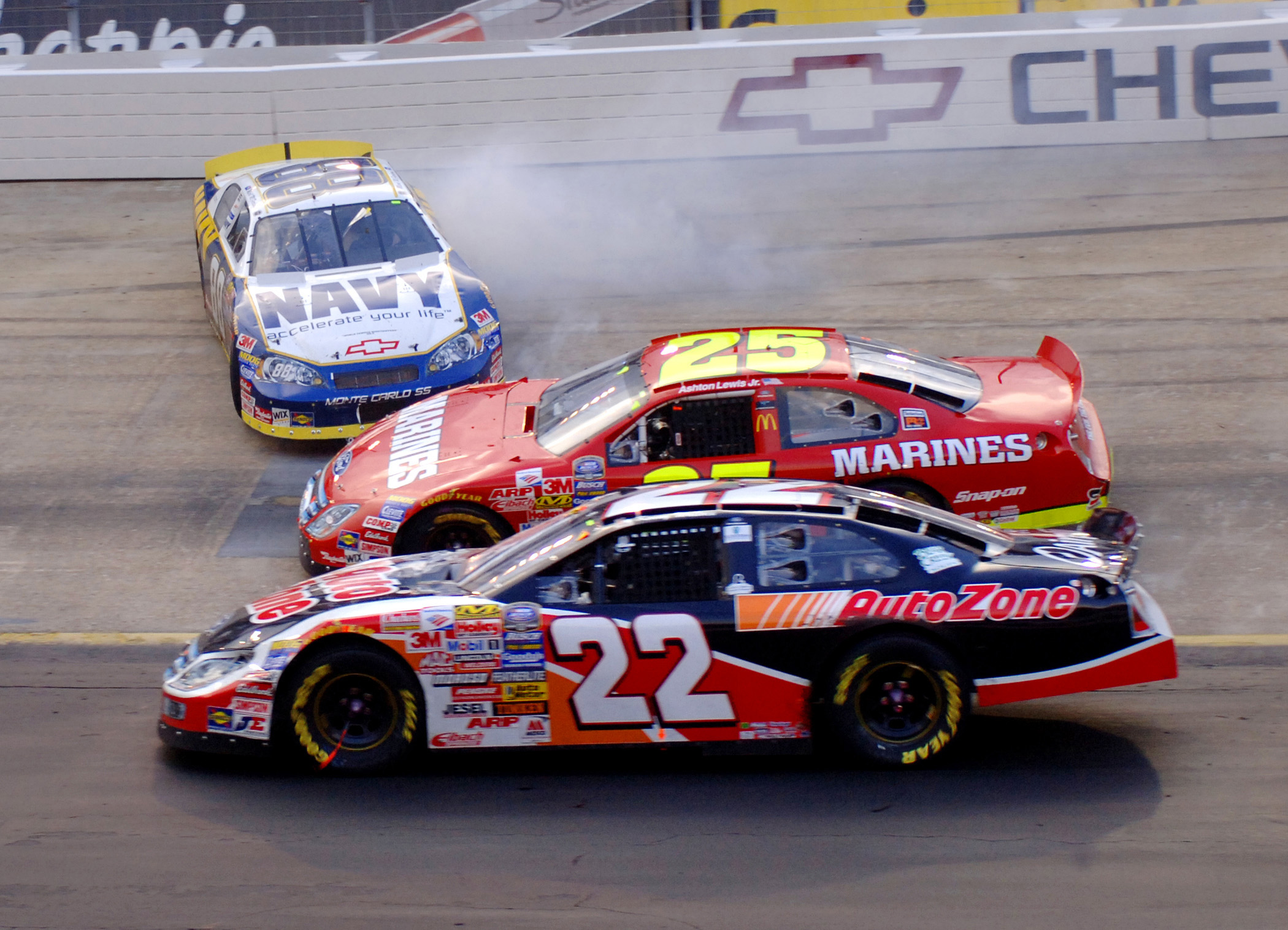
Kenny Wallace (no 22), évitant, avec Vickers (no 25), la voiture no 88 de Mark McFarland